# Baltasar Samper
Baltasar Samper i Marquès (Palma, 3 de mayo de 1888 – Ciudad de México, 18 de febrero de 1966) fue un pianista, compositor, director de orquesta, crítico musical y etnomusicólogo español. Junto a Joan Maria Thomàs, Antonio Torrandell y Miquel Capllonch es uno de los principales músicos mallorquines más destacados de todos los tiempos. Formó parte de la élite musical hasta el estallido de la Guerra Civil. Un largo exilio, primero en Francia y más tarde en México, de donde ya no volvió, le ha convertido en una figura casi olvidada, relegada a un segundo plano, sólo con la excepción de su trabajo como etnomusicólogo en Obra del Cancionero Popular de Cataluña (OCPC), bastante conocida hoy en día. 
Samper es una de las figuras principales de una generación "nuevocentrista" o "de la República" que aún está por definir, junto con nombres como Eduard Toldrà, Manuel Blancafort, Federico Mompou, Blanche Selva, Roberto Gerhard o Jaime Pahissa, y que bajo la maestría del y director de orquesta Pau Casals, intentaron una renovación integral de la música culta catalana para equipararla interpretativa y estéticamente al nivel de los grandes estilos y escuelas del continente europeo.

## Biografía

### Infancia y adolescencia en Palma
Baltasar Samper nació en Palma el 3 de mayo de 1888, hijo de Joaquim Samper y Maria Rosa Marquès. Su padre, Joaquim Samper y Belda, era natural de Bocairente, pero de niño había sido martín pescador del monasterio de Lluch, y ya de mayor, fue cantante lírico. Baltasar, pues, tuvo las primeras nociones de música en casa, y en la escuela de San Felipe Neri con el padre Miquel Cardell.
Estudió el bachillerato en el Instituto Balear (actual Instituto Ramon Llull), donde coincidió con otros jóvenes con inquietudes intelectuales y modernistas, como el poeta Miquel Ferrà y el futuro periodista Mario Verdaguer. Con Verdaguer, solían acudir a las sesiones del Salón Beethoven, la institución fundada Antoni Noguera, y que acogía tertulias y recitales poéticos y musicales de carácter modernista y regionalista en Palma, y donde solían participar el poeta Joan Alcover, escritores como Miguel de los Santos Oliver y Gabriel Alomar. Samper, uno de los miembros más jóvenes, pronto se convirtió en uno de los principales animadores e intérpretes, hasta que se fue a Barcelona destinado como oficial de Correos.

### Barcelona, 1907-1939

#### Primeros años
En 1907 se instaló en Barcelona. Fue discípulo de Enrique Granados en la academia de éste, donde, con el tiempo, ganaría por oposición la plaza de profesor de piano. Estudió armonía, composición e instrumentación con Felipe Pedrell y, durante un tiempo en París, fue discípulo del pianista Édouard Risler. Es durante estos años de formación que Samper empieza a componer, sobre todo canciones para voz y piano, como Alpestre (1915), Llantos (1915), Deseo (1916) o El amor de las tres hermanas (1917); pero también una opereta, La corte de los milagros, con libreto del periodista José León Fernández-Coca.
En febrero de 1924, Samper empezó a trabajar en las oficinas de la Obra del Cancionero Popular de Cataluña. Ese mismo verano, la dirección de la institución le propuso que, con otros colaboradores, se hiciera cargo de las misiones de investigación en las Islas. En veranos comprendidos entre 1924 y 1932, los investigadores encabezados por Samper recogieron miles de canciones de la tradición —entonces muy viva— popular isleña. En 1934 y 1935 continuó y completó la labor de investigación su discípula (y futura segunda esposa, en el exilio), Dolors Porta i Bauçà.

### Compositores Independientes de Cataluña

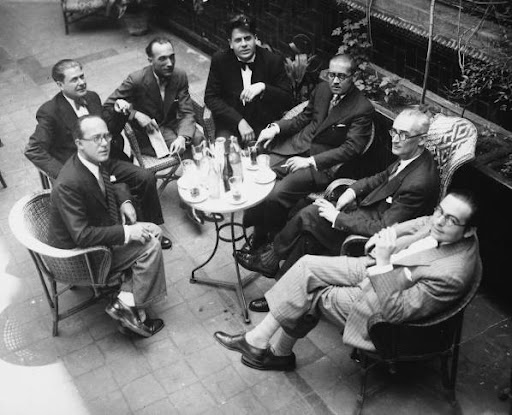
Compositores Independientes de Cataluña. De izquierda a derecha: Roberto Gerhard, Agustí Grau, Joan Gibert Camins, Eduard Toldrà, Manuel Blancafort, Baltasar Samper y Ricard Lamote de Grignon. Falta Frederico Mompou. (1931)

Baltasar Samper formó parte del grupo Compositores Independientes de Cataluña, surgido por iniciativa del pianista Joan Gibert, y formado por éste, Manuel Blancafort, Roberto Gerhard, Agustín Grau, Ricardo Lamote de Grignon, Federico Mompou, Eduard Toldrà y el propio Samper. El grupo, heterogéneo y de muy diversas tendencias estéticas (desde el nacionalismo al experimentalismo), nació con el propósito de hacer una música de raíz catalana y de proyección internacional. Animado por una vocación de agrupación generacional, hizo de puente entre la generación nuevocentrista del periodo posterior a la Guerra Civil. La presentación pública del grupo tuvo lugar en un concierto de la Asociación de Música de Cámara el 25 de junio de 1931 en la Sala Mozart de Barcelona.
Este grupo tenía una serie de rasgos que los caracterizaban musicalmente, como el conocimiento de compositores europeos (Stravinsky, Bartók y Schönberg), una propuesta de renovación estética profunda, conjuntando rasgos neoclásicos, dodecafónicos y novecentistas, y una revalorización de la cultura tradicional, que les llevó a unir elementos vanguardistas y folclóricos.
Samper ejerció la crítica musical en el diario La Publicitat y publicó también en Mirador, en la Revista Musical Catalana y en la Revista de Catalunya. Sus notas y reseñas fueron de gran nivel y con plena sintonización con las nuevas corrientes artísticas. Sus páginas sobre Lluís Millet han quedado como modelos de penetración en las obras de estos autores. La influencia del compositor francés se haría notar en la producción de Samper de entonces en adelante.
Baltasar Samper llevó a cabo gran número de actuaciones como pianista, tanto en el Principado como en Mallorca, e introdujo y difundió la obra del compositor Ciryl Scott (1879-1970), con quien le unió una profunda amistad. También hizo de director de la Orquesta Pau Casals y, en 1935, de la Orquesta de Cámara de Barcelona. Formó parte del equipo directivo de Ràdio Associació de Catalunya, la Orquesta de la radio de la asociación de Catalunya y fue miembro de la comisión organizadora del III Congreso Internacional de Musicología (Barcelona, 1936).

## Exilio
Su primer exilio fue el 26 de enero de 1939, el mismo día en que el ejército nacional entraba en Barcelona. Huyó a Francia y nunca volvió más del exilio. Primero se fue a París donde se encontró a Pau Casals y se reencontró con su compañera Dolors Porta (en aquel momento todavía no estaban casados) en Toulouse. A pesar de las dificultades que le supuso el exilio, Samper salió adelante y logró trabajo de organista en la catedral de Toulouse.

### A México
Posteriormente, se exilió en México (1942). En esta ciudad trabajó en el Instituto de Bellas Artes estudiando el folclore mexicano y, en 1947, inició la Sección de Investigaciones Musicales, tarea en la que le ayudó su formación en la Obra del Cançoner. En el mismo campo, también fue profesor de la asignatura de folclore musical en el Conservatorio Nacional de Música de México. Entre 1945 y 1951 encarnó pequeños papeles en media docena de películas mexicanas.
El legado mexicano de Baltasar Samper tiene un extraordinario valor. Porque hay casi toda la obra conocida, compuesta o arreglada por el músico: el trabajo de toda una vida, así como seguir su evolución estética y estilística a lo largo de casi cincuenta años y diferentes períodos vitales que también son los períodos vitales de toda la generación noucentista y republicana. Además existen dos bandas sonoras, La perla y Maclovia.
Miembro muy activo de la comunidad catalana, fue miembro del Instituto Catalán de Cultura de México, estuvo en el patronato organizador de los Juegos Florales de la Lengua Catalana de México (1942), dirigió el Orfeón Catalán y formó parte de la delegación americana en el Consejo Nacional de Cataluña (1944). Colaboró con las revistas del exilio Letras y La Nueva Revista.
En los primeros años sesenta hizo varias traducciones para la editorial UTEHA (Unión Tipográfica Editorial Hispano Americana), propiedad de un gallego que había hecho las Américas, José M. González Porto, y donde también trabajó de gerente Estanislau Ruiz y Ponsetí, exdiputado del Parlamento de Cataluña, y Pere Calders. Entre otros, Samper tradujo una Historia de la música en cinco volúmenes, la Historia del teatro dramático en cuatro y La apasionada vida de Franz Liszt.
A Baltasar Samper no le gustaba hacer música de cine, de hecho, llegó a tratar el género de «sub-musiquita», pero hasta ahora sabemos a ciencia cierta que en México había escrito, sin embargo, las músicas de La barraca y La morena de mi copla (1945 y 1946).

### Legado de Baltasar Samper
El fondo personal de Samper es el único que tiene un legado unificado extenso que existe del compositor. Constituye una principal fuente de información para entender el valor de su obra, pero también para entender su papel como referente musical. Su obra como compositor está dispersa y, en su mayor parte, inédita. Las composiciones que le han dado mayor nombre han sido las dos suites sinfónicas para orquesta Canciones y danzas de Mallorca. También escribió canciones, música para piano, coral, orquestal y para el cine. En este último campo, la banda sonora de la película La barraca (México, Roberto Gavaldón, 1945) obtuvo el premio Ariel de la Academia de Cine Mexicana. En 2018 la Consejería de Cultura, Participación y Deportes del Gobierno de las Islas Baleares adquirió el fondo Samper en el neto del músico y compositor, que permanecía en México y lo depositó en el Archivo del Reino de Mallorca (ARM).

## Obras

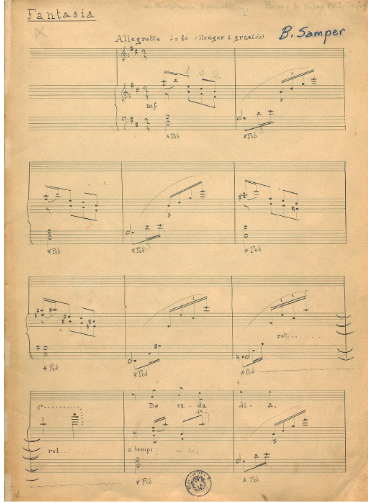
Canción Fantasía de Baltasar Samper con letra de Josep M. Casals-Homs

De las obras de Baltasar Samper no existe ningún catálogo hecho, todo lo que se ha encontrado, salvo algunas obras, están en el fondo personal de Samper, que se puede consultar a través del IEC.

### Lista de algunas de las obras más destacadas de Baltasar Samper
- Ritual de Pagesia
- La barraca
- Cançons i danses de Mallorca
- La morena de mi compla
- Cançó fantasia
- La perla
- Maclovia
- El rabadà
- El bon caçador

## Filmografía
- Autor de la música del documental Mallorca: isla de la calma (1927), de Josep Maria Verger
- Director musical de La barraca (1945), dirigida por Roberto Gavaldón. La película obtuvo el premio Ariel de la Academia de Cine de México a la mejor música de fondo del año
- Director musical de La morena de mi copla (1946) dirigida por Fernando A. Rivero

### Obras de Samper
- Baltasar Samper. Nuestra gente: Lluís Millet Barcelona: Librería Catalònia 192?
- Joan Llongueres, Baltasar Samper. El Orfeón Catalán en Roma. Relación de la peregrinación efectuada los días 29 de abril al 9 de mayo del Año Santo MCMXXV. Barcelona: A.López-Llausàs imp., 1925

### Aportaciones de México
- Obra del Cancionero Popular de Cataluña: Memorias de misiones de investigación
- Materiales Vol. III. Barcelona: Fundación Concepció Rabell i Cibis, 1929 (Comprende las investigaciones que Baltasar Samper y Miquel Ferrà llevaron a cabo en Mallorca, del 4 de agosto al 30 de septiembre de 1924)
- Materiales Vol. VI. Barcelona: Publicaciones de la Abadía de Montserrat, 1996 (Comprende las investigaciones que Baltasar Samper y Josep M. Casas Homs llevaron a cabo en Mallorca los días 16 y 17 de septiembre de 1925)
- Materiales Vol. VII. Barcelona: Publicaciones de la Abadía de Montserrat, 1997 (Comprende las investigaciones que Baltasar Samper y Ramon Morey llevaron a cabo en Mallorca del 4 de agosto al 8 de octubre de 1926.)
- Materiales Vol. VIII. Barcelona: Publicaciones de la Abadía de Montserrat, 1998 (Comprende las investigaciones que Baltasar Samper y Ramon Morey llevaron a cabo en Mallorca del 31 de julio al 10 de agosto de 1927, y las que ellos mismos y Andreu Ferrer hicieron en Menorca del 10 de agosto al 17 de septiembre.)
- Materiales Vol. X. Barcelona: Publicaciones de la Abadía de Montserrat, 2000 (Comprende las investigaciones que Baltasar Samper y Ramon Morey llevaron a cabo en las islas de Mallorca, Ibiza y Formentera del 7 de agosto al 27 de septiembre de 1928)
- Materiales Vol. XIII. Barcelona: Publicaciones de la Abadía de Montserrat, 2003 (Comprende las investigaciones que Baltasar Samper y Ramon Morey llevaron a cabo en la isla de Mallorca en agosto de 1930)
- Materiales Vol. XV. Barcelona: Publicaciones de la Abadía de Montserrat, 2005 (Comprende las investigaciones que Baltasar Samper y Andreu Ferrer y Ginard llevaron a cabo en la isla de Menorca del 17 al 29 de julio de 1932)
- Baltasar Samper. Los cantos de las canciones de trabajada en Mallorca comunicación presentada en el III Congreso de la Sociedad Internacional de Musicología. Publicada en la Revista Musical Catalana, núm. 389 (1936)
- Baltasar Samper, edición al cuidado de J. Massot y Muntaner. Estudios sobre la canción popular (1936). Barcelona: Publicaciones de la Abadía de Montserrat, 1994
- Baltasar Samper. Los cantos de trabajo en Mallorca 1948
- Ángel M. Garibay, Baltasar Samper et al. Aportaciones a la Investigación Folklórica de México. México: Sociedad Folklórica de México, 1953
- Samper, Baltasar. ed. Investigación folclórica en México. Materiales. México: Instituto Nacional de Bellas Artes, 1962-1964. 2 vuelos.
- Baltasar Samper, compositor el redescubrimiento de un músico catalán en el exilio. Publicado por Amadeu Corbera Jaume. Revista Catalana de Musicología, núm.XI (2018), p. 199-231 ISSN (ed. impresa): 1578-5297 / ISSN (ed. electrónica): 2013-3960 DOI: 10.2436/20.1003.01.70
- Samper, Baltasar. Estudios sobre la canción popular. Edición al cuidado de Josep Massot i Muntaner. Barcelona: Publicaciones de la Abadía de Montserrat, 1994.
- Verdaguer, Màrius. La ciudad desvanecida. Palma: Muelle, 1977.
- Massot y Muntaner, Josep. Cultura y vida en Mallorca entre la guerra y la posguerra: 1930-1950. Barcelona: Publicaciones de la Abadía de Montserrat, 1978.

### Traducciones de Baltasar Samper
- Lillian Littlehales, Pablo Casals: una vida México: Biografías Gandesa, 1951
- Franco Abbiati. Historia de la música. México: UTEHA, 1959. 5 vols.
- Silvio de Amico. Historia del teatro dramático. México: UTEHA, 1961. 4 vols.
- Antonio Miotto. Trastornos de la personalidad. México: UTEHA, 1961
- Luciano Ramo. Historia de las variedades. México: UTEHA, 1961
- Emilio Servadio. Los sueños. México: UTEHA, 1961
- Jean Rousselot. La apasionada vida de Franz Liszt. México: Renacimiento, 1962
- Elémire Zolla. Antología del psicoanálisis. México: UTEHA, 1962
- Federico Caffé. Economistas modernos. México: UTEHA, 1963

### Estudios sobre Baltasar Samper
- Josep Massot i Muntaner. De la guerra i de l'exili. 1936-1975. Barcelona: Publicacions de l'Abadia de Montserrat, 2000
- Josep Massot i Muntaner. «Baltasar Samper i l'Obra del Cançoner Popular de Catalunya», dins Actes del col·loqui sobre cançó tradicional. Reus, 1990
- Victòria Morell Salom. "Baltasar Samper. El ritme amnèsic". L'any 2018, la periodista i directora Victòria Morell estrenà un documental sobre la vida i obra del musicòleg. Produït per Cinètica Produccions i IB3 televisió el documental és un periple vital per la vida de Baltasar Samper. La peça audiovisual fou seleccionada i presentada al festival Internacional de cinema EVOLUTION. Es pot consultar a la pàgina web d'IB3.